# E-Major Studio
Koordinaten: 60° 24′ 11,6″ N, 25° 6′ 15,8″ O

Logo des E-Major Studios

Das E-Major Studio ist ein finnisches Musikstudio in der südfinnischen Gemeinde Kerava, rund 27 km nördlich von Helsinki. Gegründet wurde das Studio 2004 durch Tero Kinnunen und Emppu Vuorinen, durch welche es auch seitdem weiter betrieben wird. Primär nimmt dort die finnische Band Nightwish ihre Alben auf, wobei zusehends auch andere Bands das Studio buchen.

## Bekannte Kunden und Werke
Die folgende Tabelle gibt eine Auswahl der bedeutendsten Alben wieder, die in den E-Major Studios aufgenommen wurden.
| VÖ-Jahr | Band      | Album                                           | Prozess               |
| ------- | --------- | ----------------------------------------------- | --------------------- |
| 2004    | Nightwish | Once                                            | zusätzliche Aufnahmen |
| 2007    | Nightwish | Dark Passion Play                               | Aufnahmen             |
| 2007    | Amorphis  | Silent Waters (Single)                          | Gesangsaufnahmen      |
| 2009    | Nightwish | Made in Hong Kong (And in Various Other Places) | Abmischung            |
| 2009    | Ensiferum | From Afar                                       | Aufnahmen             |